# Municipio de Buckskin
El municipio de Buckskin (en inglés: Buckskin Township) es un municipio ubicado en el condado de Ross en el estado estadounidense de Ohio. En el año 2010 tenía una población de 2039 habitantes y una densidad poblacional de 15,65 personas por km².

## Geografía
El municipio de Buckskin se encuentra ubicado en las coordenadas 39°21′53″N 83°18′23″O / 39.36472, -83.30639. Según la Oficina del Censo de los Estados Unidos, el municipio tiene una superficie total de 130.28 km², de la cual 130,25 km² corresponden a tierra firme y (0,02 %) 0,03 km² es agua.

## Demografía
Según el censo de 2010, había 2039 personas residiendo en el municipio de Buckskin. La densidad de población era de 15,65 hab./km². De los 2039 habitantes, el municipio de Buckskin estaba compuesto por el 97,5 % blancos, el 1,32 % eran afroamericanos, el 0,1 % eran amerindios, el 0,15 % eran asiáticos, el 0,2 % eran de otras razas y el 0,74 % eran de una mezcla de razas. Del total de la población el 0,29 % eran hispanos o latinos de cualquier raza.